# Гарінга тема
Те́ма Га́рінга — тема в шаховій композиції. Суть теми — кількаразове повернення на попередні поля білих фігур у хибній грі й у рішенні.

## Історія
Ідею запропонував шаховий композитор з Нідерландів Якобус Гарінг (30.03.1913 — 25.02.1989) в задачі, датованій 1966 роком.
Ідея повернення однієї білої фігури на попереднє поле зустрічалася ще раніше. Я. Гарінг запропонував багаторазове вираження цієї ідеї в задачі, щоб була, як мінімум одна фаза в хибній грі і друга — в рішенні.
Ідея дістала назву — тема Гарінга.
|   | a | b | c | d | e | f | g | h |   |
| 8 | d8 чорна тура · e8 чорний слон · f8 чорна тура · a7 чорний ферзь · d7 білий кінь · f7 білий кінь · g7 білий слон · a5 чорний кінь · c5 біла тура · g5 біла тура · a4 білий слон · c4 чорний пішак · d4 чорний пішак · f4 білий пішак · h4 чорний слон · a3 білий пішак · b3 чорний пішак · c3 чорний король · g3 чорний пішак · c2 білий пішак · c1 білий ферзь · g1 білий король | d8 чорна тура · e8 чорний слон · f8 чорна тура · a7 чорний ферзь · d7 білий кінь · f7 білий кінь · g7 білий слон · a5 чорний кінь · c5 біла тура · g5 біла тура · a4 білий слон · c4 чорний пішак · d4 чорний пішак · f4 білий пішак · h4 чорний слон · a3 білий пішак · b3 чорний пішак · c3 чорний король · g3 чорний пішак · c2 білий пішак · c1 білий ферзь · g1 білий король | d8 чорна тура · e8 чорний слон · f8 чорна тура · a7 чорний ферзь · d7 білий кінь · f7 білий кінь · g7 білий слон · a5 чорний кінь · c5 біла тура · g5 біла тура · a4 білий слон · c4 чорний пішак · d4 чорний пішак · f4 білий пішак · h4 чорний слон · a3 білий пішак · b3 чорний пішак · c3 чорний король · g3 чорний пішак · c2 білий пішак · c1 білий ферзь · g1 білий король | d8 чорна тура · e8 чорний слон · f8 чорна тура · a7 чорний ферзь · d7 білий кінь · f7 білий кінь · g7 білий слон · a5 чорний кінь · c5 біла тура · g5 біла тура · a4 білий слон · c4 чорний пішак · d4 чорний пішак · f4 білий пішак · h4 чорний слон · a3 білий пішак · b3 чорний пішак · c3 чорний король · g3 чорний пішак · c2 білий пішак · c1 білий ферзь · g1 білий король | d8 чорна тура · e8 чорний слон · f8 чорна тура · a7 чорний ферзь · d7 білий кінь · f7 білий кінь · g7 білий слон · a5 чорний кінь · c5 біла тура · g5 біла тура · a4 білий слон · c4 чорний пішак · d4 чорний пішак · f4 білий пішак · h4 чорний слон · a3 білий пішак · b3 чорний пішак · c3 чорний король · g3 чорний пішак · c2 білий пішак · c1 білий ферзь · g1 білий король | d8 чорна тура · e8 чорний слон · f8 чорна тура · a7 чорний ферзь · d7 білий кінь · f7 білий кінь · g7 білий слон · a5 чорний кінь · c5 біла тура · g5 біла тура · a4 білий слон · c4 чорний пішак · d4 чорний пішак · f4 білий пішак · h4 чорний слон · a3 білий пішак · b3 чорний пішак · c3 чорний король · g3 чорний пішак · c2 білий пішак · c1 білий ферзь · g1 білий король | d8 чорна тура · e8 чорний слон · f8 чорна тура · a7 чорний ферзь · d7 білий кінь · f7 білий кінь · g7 білий слон · a5 чорний кінь · c5 біла тура · g5 біла тура · a4 білий слон · c4 чорний пішак · d4 чорний пішак · f4 білий пішак · h4 чорний слон · a3 білий пішак · b3 чорний пішак · c3 чорний король · g3 чорний пішак · c2 білий пішак · c1 білий ферзь · g1 білий король | d8 чорна тура · e8 чорний слон · f8 чорна тура · a7 чорний ферзь · d7 білий кінь · f7 білий кінь · g7 білий слон · a5 чорний кінь · c5 біла тура · g5 біла тура · a4 білий слон · c4 чорний пішак · d4 чорний пішак · f4 білий пішак · h4 чорний слон · a3 білий пішак · b3 чорний пішак · c3 чорний король · g3 чорний пішак · c2 білий пішак · c1 білий ферзь · g1 білий король | 8 |
| 7 | d8 чорна тура · e8 чорний слон · f8 чорна тура · a7 чорний ферзь · d7 білий кінь · f7 білий кінь · g7 білий слон · a5 чорний кінь · c5 біла тура · g5 біла тура · a4 білий слон · c4 чорний пішак · d4 чорний пішак · f4 білий пішак · h4 чорний слон · a3 білий пішак · b3 чорний пішак · c3 чорний король · g3 чорний пішак · c2 білий пішак · c1 білий ферзь · g1 білий король | d8 чорна тура · e8 чорний слон · f8 чорна тура · a7 чорний ферзь · d7 білий кінь · f7 білий кінь · g7 білий слон · a5 чорний кінь · c5 біла тура · g5 біла тура · a4 білий слон · c4 чорний пішак · d4 чорний пішак · f4 білий пішак · h4 чорний слон · a3 білий пішак · b3 чорний пішак · c3 чорний король · g3 чорний пішак · c2 білий пішак · c1 білий ферзь · g1 білий король | d8 чорна тура · e8 чорний слон · f8 чорна тура · a7 чорний ферзь · d7 білий кінь · f7 білий кінь · g7 білий слон · a5 чорний кінь · c5 біла тура · g5 біла тура · a4 білий слон · c4 чорний пішак · d4 чорний пішак · f4 білий пішак · h4 чорний слон · a3 білий пішак · b3 чорний пішак · c3 чорний король · g3 чорний пішак · c2 білий пішак · c1 білий ферзь · g1 білий король | d8 чорна тура · e8 чорний слон · f8 чорна тура · a7 чорний ферзь · d7 білий кінь · f7 білий кінь · g7 білий слон · a5 чорний кінь · c5 біла тура · g5 біла тура · a4 білий слон · c4 чорний пішак · d4 чорний пішак · f4 білий пішак · h4 чорний слон · a3 білий пішак · b3 чорний пішак · c3 чорний король · g3 чорний пішак · c2 білий пішак · c1 білий ферзь · g1 білий король | d8 чорна тура · e8 чорний слон · f8 чорна тура · a7 чорний ферзь · d7 білий кінь · f7 білий кінь · g7 білий слон · a5 чорний кінь · c5 біла тура · g5 біла тура · a4 білий слон · c4 чорний пішак · d4 чорний пішак · f4 білий пішак · h4 чорний слон · a3 білий пішак · b3 чорний пішак · c3 чорний король · g3 чорний пішак · c2 білий пішак · c1 білий ферзь · g1 білий король | d8 чорна тура · e8 чорний слон · f8 чорна тура · a7 чорний ферзь · d7 білий кінь · f7 білий кінь · g7 білий слон · a5 чорний кінь · c5 біла тура · g5 біла тура · a4 білий слон · c4 чорний пішак · d4 чорний пішак · f4 білий пішак · h4 чорний слон · a3 білий пішак · b3 чорний пішак · c3 чорний король · g3 чорний пішак · c2 білий пішак · c1 білий ферзь · g1 білий король | d8 чорна тура · e8 чорний слон · f8 чорна тура · a7 чорний ферзь · d7 білий кінь · f7 білий кінь · g7 білий слон · a5 чорний кінь · c5 біла тура · g5 біла тура · a4 білий слон · c4 чорний пішак · d4 чорний пішак · f4 білий пішак · h4 чорний слон · a3 білий пішак · b3 чорний пішак · c3 чорний король · g3 чорний пішак · c2 білий пішак · c1 білий ферзь · g1 білий король | d8 чорна тура · e8 чорний слон · f8 чорна тура · a7 чорний ферзь · d7 білий кінь · f7 білий кінь · g7 білий слон · a5 чорний кінь · c5 біла тура · g5 біла тура · a4 білий слон · c4 чорний пішак · d4 чорний пішак · f4 білий пішак · h4 чорний слон · a3 білий пішак · b3 чорний пішак · c3 чорний король · g3 чорний пішак · c2 білий пішак · c1 білий ферзь · g1 білий король | 7 |
| 6 | d8 чорна тура · e8 чорний слон · f8 чорна тура · a7 чорний ферзь · d7 білий кінь · f7 білий кінь · g7 білий слон · a5 чорний кінь · c5 біла тура · g5 біла тура · a4 білий слон · c4 чорний пішак · d4 чорний пішак · f4 білий пішак · h4 чорний слон · a3 білий пішак · b3 чорний пішак · c3 чорний король · g3 чорний пішак · c2 білий пішак · c1 білий ферзь · g1 білий король | d8 чорна тура · e8 чорний слон · f8 чорна тура · a7 чорний ферзь · d7 білий кінь · f7 білий кінь · g7 білий слон · a5 чорний кінь · c5 біла тура · g5 біла тура · a4 білий слон · c4 чорний пішак · d4 чорний пішак · f4 білий пішак · h4 чорний слон · a3 білий пішак · b3 чорний пішак · c3 чорний король · g3 чорний пішак · c2 білий пішак · c1 білий ферзь · g1 білий король | d8 чорна тура · e8 чорний слон · f8 чорна тура · a7 чорний ферзь · d7 білий кінь · f7 білий кінь · g7 білий слон · a5 чорний кінь · c5 біла тура · g5 біла тура · a4 білий слон · c4 чорний пішак · d4 чорний пішак · f4 білий пішак · h4 чорний слон · a3 білий пішак · b3 чорний пішак · c3 чорний король · g3 чорний пішак · c2 білий пішак · c1 білий ферзь · g1 білий король | d8 чорна тура · e8 чорний слон · f8 чорна тура · a7 чорний ферзь · d7 білий кінь · f7 білий кінь · g7 білий слон · a5 чорний кінь · c5 біла тура · g5 біла тура · a4 білий слон · c4 чорний пішак · d4 чорний пішак · f4 білий пішак · h4 чорний слон · a3 білий пішак · b3 чорний пішак · c3 чорний король · g3 чорний пішак · c2 білий пішак · c1 білий ферзь · g1 білий король | d8 чорна тура · e8 чорний слон · f8 чорна тура · a7 чорний ферзь · d7 білий кінь · f7 білий кінь · g7 білий слон · a5 чорний кінь · c5 біла тура · g5 біла тура · a4 білий слон · c4 чорний пішак · d4 чорний пішак · f4 білий пішак · h4 чорний слон · a3 білий пішак · b3 чорний пішак · c3 чорний король · g3 чорний пішак · c2 білий пішак · c1 білий ферзь · g1 білий король | d8 чорна тура · e8 чорний слон · f8 чорна тура · a7 чорний ферзь · d7 білий кінь · f7 білий кінь · g7 білий слон · a5 чорний кінь · c5 біла тура · g5 біла тура · a4 білий слон · c4 чорний пішак · d4 чорний пішак · f4 білий пішак · h4 чорний слон · a3 білий пішак · b3 чорний пішак · c3 чорний король · g3 чорний пішак · c2 білий пішак · c1 білий ферзь · g1 білий король | d8 чорна тура · e8 чорний слон · f8 чорна тура · a7 чорний ферзь · d7 білий кінь · f7 білий кінь · g7 білий слон · a5 чорний кінь · c5 біла тура · g5 біла тура · a4 білий слон · c4 чорний пішак · d4 чорний пішак · f4 білий пішак · h4 чорний слон · a3 білий пішак · b3 чорний пішак · c3 чорний король · g3 чорний пішак · c2 білий пішак · c1 білий ферзь · g1 білий король | d8 чорна тура · e8 чорний слон · f8 чорна тура · a7 чорний ферзь · d7 білий кінь · f7 білий кінь · g7 білий слон · a5 чорний кінь · c5 біла тура · g5 біла тура · a4 білий слон · c4 чорний пішак · d4 чорний пішак · f4 білий пішак · h4 чорний слон · a3 білий пішак · b3 чорний пішак · c3 чорний король · g3 чорний пішак · c2 білий пішак · c1 білий ферзь · g1 білий король | 6 |
| 5 | d8 чорна тура · e8 чорний слон · f8 чорна тура · a7 чорний ферзь · d7 білий кінь · f7 білий кінь · g7 білий слон · a5 чорний кінь · c5 біла тура · g5 біла тура · a4 білий слон · c4 чорний пішак · d4 чорний пішак · f4 білий пішак · h4 чорний слон · a3 білий пішак · b3 чорний пішак · c3 чорний король · g3 чорний пішак · c2 білий пішак · c1 білий ферзь · g1 білий король | d8 чорна тура · e8 чорний слон · f8 чорна тура · a7 чорний ферзь · d7 білий кінь · f7 білий кінь · g7 білий слон · a5 чорний кінь · c5 біла тура · g5 біла тура · a4 білий слон · c4 чорний пішак · d4 чорний пішак · f4 білий пішак · h4 чорний слон · a3 білий пішак · b3 чорний пішак · c3 чорний король · g3 чорний пішак · c2 білий пішак · c1 білий ферзь · g1 білий король | d8 чорна тура · e8 чорний слон · f8 чорна тура · a7 чорний ферзь · d7 білий кінь · f7 білий кінь · g7 білий слон · a5 чорний кінь · c5 біла тура · g5 біла тура · a4 білий слон · c4 чорний пішак · d4 чорний пішак · f4 білий пішак · h4 чорний слон · a3 білий пішак · b3 чорний пішак · c3 чорний король · g3 чорний пішак · c2 білий пішак · c1 білий ферзь · g1 білий король | d8 чорна тура · e8 чорний слон · f8 чорна тура · a7 чорний ферзь · d7 білий кінь · f7 білий кінь · g7 білий слон · a5 чорний кінь · c5 біла тура · g5 біла тура · a4 білий слон · c4 чорний пішак · d4 чорний пішак · f4 білий пішак · h4 чорний слон · a3 білий пішак · b3 чорний пішак · c3 чорний король · g3 чорний пішак · c2 білий пішак · c1 білий ферзь · g1 білий король | d8 чорна тура · e8 чорний слон · f8 чорна тура · a7 чорний ферзь · d7 білий кінь · f7 білий кінь · g7 білий слон · a5 чорний кінь · c5 біла тура · g5 біла тура · a4 білий слон · c4 чорний пішак · d4 чорний пішак · f4 білий пішак · h4 чорний слон · a3 білий пішак · b3 чорний пішак · c3 чорний король · g3 чорний пішак · c2 білий пішак · c1 білий ферзь · g1 білий король | d8 чорна тура · e8 чорний слон · f8 чорна тура · a7 чорний ферзь · d7 білий кінь · f7 білий кінь · g7 білий слон · a5 чорний кінь · c5 біла тура · g5 біла тура · a4 білий слон · c4 чорний пішак · d4 чорний пішак · f4 білий пішак · h4 чорний слон · a3 білий пішак · b3 чорний пішак · c3 чорний король · g3 чорний пішак · c2 білий пішак · c1 білий ферзь · g1 білий король | d8 чорна тура · e8 чорний слон · f8 чорна тура · a7 чорний ферзь · d7 білий кінь · f7 білий кінь · g7 білий слон · a5 чорний кінь · c5 біла тура · g5 біла тура · a4 білий слон · c4 чорний пішак · d4 чорний пішак · f4 білий пішак · h4 чорний слон · a3 білий пішак · b3 чорний пішак · c3 чорний король · g3 чорний пішак · c2 білий пішак · c1 білий ферзь · g1 білий король | d8 чорна тура · e8 чорний слон · f8 чорна тура · a7 чорний ферзь · d7 білий кінь · f7 білий кінь · g7 білий слон · a5 чорний кінь · c5 біла тура · g5 біла тура · a4 білий слон · c4 чорний пішак · d4 чорний пішак · f4 білий пішак · h4 чорний слон · a3 білий пішак · b3 чорний пішак · c3 чорний король · g3 чорний пішак · c2 білий пішак · c1 білий ферзь · g1 білий король | 5 |
| 4 | d8 чорна тура · e8 чорний слон · f8 чорна тура · a7 чорний ферзь · d7 білий кінь · f7 білий кінь · g7 білий слон · a5 чорний кінь · c5 біла тура · g5 біла тура · a4 білий слон · c4 чорний пішак · d4 чорний пішак · f4 білий пішак · h4 чорний слон · a3 білий пішак · b3 чорний пішак · c3 чорний король · g3 чорний пішак · c2 білий пішак · c1 білий ферзь · g1 білий король | d8 чорна тура · e8 чорний слон · f8 чорна тура · a7 чорний ферзь · d7 білий кінь · f7 білий кінь · g7 білий слон · a5 чорний кінь · c5 біла тура · g5 біла тура · a4 білий слон · c4 чорний пішак · d4 чорний пішак · f4 білий пішак · h4 чорний слон · a3 білий пішак · b3 чорний пішак · c3 чорний король · g3 чорний пішак · c2 білий пішак · c1 білий ферзь · g1 білий король | d8 чорна тура · e8 чорний слон · f8 чорна тура · a7 чорний ферзь · d7 білий кінь · f7 білий кінь · g7 білий слон · a5 чорний кінь · c5 біла тура · g5 біла тура · a4 білий слон · c4 чорний пішак · d4 чорний пішак · f4 білий пішак · h4 чорний слон · a3 білий пішак · b3 чорний пішак · c3 чорний король · g3 чорний пішак · c2 білий пішак · c1 білий ферзь · g1 білий король | d8 чорна тура · e8 чорний слон · f8 чорна тура · a7 чорний ферзь · d7 білий кінь · f7 білий кінь · g7 білий слон · a5 чорний кінь · c5 біла тура · g5 біла тура · a4 білий слон · c4 чорний пішак · d4 чорний пішак · f4 білий пішак · h4 чорний слон · a3 білий пішак · b3 чорний пішак · c3 чорний король · g3 чорний пішак · c2 білий пішак · c1 білий ферзь · g1 білий король | d8 чорна тура · e8 чорний слон · f8 чорна тура · a7 чорний ферзь · d7 білий кінь · f7 білий кінь · g7 білий слон · a5 чорний кінь · c5 біла тура · g5 біла тура · a4 білий слон · c4 чорний пішак · d4 чорний пішак · f4 білий пішак · h4 чорний слон · a3 білий пішак · b3 чорний пішак · c3 чорний король · g3 чорний пішак · c2 білий пішак · c1 білий ферзь · g1 білий король | d8 чорна тура · e8 чорний слон · f8 чорна тура · a7 чорний ферзь · d7 білий кінь · f7 білий кінь · g7 білий слон · a5 чорний кінь · c5 біла тура · g5 біла тура · a4 білий слон · c4 чорний пішак · d4 чорний пішак · f4 білий пішак · h4 чорний слон · a3 білий пішак · b3 чорний пішак · c3 чорний король · g3 чорний пішак · c2 білий пішак · c1 білий ферзь · g1 білий король | d8 чорна тура · e8 чорний слон · f8 чорна тура · a7 чорний ферзь · d7 білий кінь · f7 білий кінь · g7 білий слон · a5 чорний кінь · c5 біла тура · g5 біла тура · a4 білий слон · c4 чорний пішак · d4 чорний пішак · f4 білий пішак · h4 чорний слон · a3 білий пішак · b3 чорний пішак · c3 чорний король · g3 чорний пішак · c2 білий пішак · c1 білий ферзь · g1 білий король | d8 чорна тура · e8 чорний слон · f8 чорна тура · a7 чорний ферзь · d7 білий кінь · f7 білий кінь · g7 білий слон · a5 чорний кінь · c5 біла тура · g5 біла тура · a4 білий слон · c4 чорний пішак · d4 чорний пішак · f4 білий пішак · h4 чорний слон · a3 білий пішак · b3 чорний пішак · c3 чорний король · g3 чорний пішак · c2 білий пішак · c1 білий ферзь · g1 білий король | 4 |
| 3 | d8 чорна тура · e8 чорний слон · f8 чорна тура · a7 чорний ферзь · d7 білий кінь · f7 білий кінь · g7 білий слон · a5 чорний кінь · c5 біла тура · g5 біла тура · a4 білий слон · c4 чорний пішак · d4 чорний пішак · f4 білий пішак · h4 чорний слон · a3 білий пішак · b3 чорний пішак · c3 чорний король · g3 чорний пішак · c2 білий пішак · c1 білий ферзь · g1 білий король | d8 чорна тура · e8 чорний слон · f8 чорна тура · a7 чорний ферзь · d7 білий кінь · f7 білий кінь · g7 білий слон · a5 чорний кінь · c5 біла тура · g5 біла тура · a4 білий слон · c4 чорний пішак · d4 чорний пішак · f4 білий пішак · h4 чорний слон · a3 білий пішак · b3 чорний пішак · c3 чорний король · g3 чорний пішак · c2 білий пішак · c1 білий ферзь · g1 білий король | d8 чорна тура · e8 чорний слон · f8 чорна тура · a7 чорний ферзь · d7 білий кінь · f7 білий кінь · g7 білий слон · a5 чорний кінь · c5 біла тура · g5 біла тура · a4 білий слон · c4 чорний пішак · d4 чорний пішак · f4 білий пішак · h4 чорний слон · a3 білий пішак · b3 чорний пішак · c3 чорний король · g3 чорний пішак · c2 білий пішак · c1 білий ферзь · g1 білий король | d8 чорна тура · e8 чорний слон · f8 чорна тура · a7 чорний ферзь · d7 білий кінь · f7 білий кінь · g7 білий слон · a5 чорний кінь · c5 біла тура · g5 біла тура · a4 білий слон · c4 чорний пішак · d4 чорний пішак · f4 білий пішак · h4 чорний слон · a3 білий пішак · b3 чорний пішак · c3 чорний король · g3 чорний пішак · c2 білий пішак · c1 білий ферзь · g1 білий король | d8 чорна тура · e8 чорний слон · f8 чорна тура · a7 чорний ферзь · d7 білий кінь · f7 білий кінь · g7 білий слон · a5 чорний кінь · c5 біла тура · g5 біла тура · a4 білий слон · c4 чорний пішак · d4 чорний пішак · f4 білий пішак · h4 чорний слон · a3 білий пішак · b3 чорний пішак · c3 чорний король · g3 чорний пішак · c2 білий пішак · c1 білий ферзь · g1 білий король | d8 чорна тура · e8 чорний слон · f8 чорна тура · a7 чорний ферзь · d7 білий кінь · f7 білий кінь · g7 білий слон · a5 чорний кінь · c5 біла тура · g5 біла тура · a4 білий слон · c4 чорний пішак · d4 чорний пішак · f4 білий пішак · h4 чорний слон · a3 білий пішак · b3 чорний пішак · c3 чорний король · g3 чорний пішак · c2 білий пішак · c1 білий ферзь · g1 білий король | d8 чорна тура · e8 чорний слон · f8 чорна тура · a7 чорний ферзь · d7 білий кінь · f7 білий кінь · g7 білий слон · a5 чорний кінь · c5 біла тура · g5 біла тура · a4 білий слон · c4 чорний пішак · d4 чорний пішак · f4 білий пішак · h4 чорний слон · a3 білий пішак · b3 чорний пішак · c3 чорний король · g3 чорний пішак · c2 білий пішак · c1 білий ферзь · g1 білий король | d8 чорна тура · e8 чорний слон · f8 чорна тура · a7 чорний ферзь · d7 білий кінь · f7 білий кінь · g7 білий слон · a5 чорний кінь · c5 біла тура · g5 біла тура · a4 білий слон · c4 чорний пішак · d4 чорний пішак · f4 білий пішак · h4 чорний слон · a3 білий пішак · b3 чорний пішак · c3 чорний король · g3 чорний пішак · c2 білий пішак · c1 білий ферзь · g1 білий король | 3 |
| 2 | d8 чорна тура · e8 чорний слон · f8 чорна тура · a7 чорний ферзь · d7 білий кінь · f7 білий кінь · g7 білий слон · a5 чорний кінь · c5 біла тура · g5 біла тура · a4 білий слон · c4 чорний пішак · d4 чорний пішак · f4 білий пішак · h4 чорний слон · a3 білий пішак · b3 чорний пішак · c3 чорний король · g3 чорний пішак · c2 білий пішак · c1 білий ферзь · g1 білий король | d8 чорна тура · e8 чорний слон · f8 чорна тура · a7 чорний ферзь · d7 білий кінь · f7 білий кінь · g7 білий слон · a5 чорний кінь · c5 біла тура · g5 біла тура · a4 білий слон · c4 чорний пішак · d4 чорний пішак · f4 білий пішак · h4 чорний слон · a3 білий пішак · b3 чорний пішак · c3 чорний король · g3 чорний пішак · c2 білий пішак · c1 білий ферзь · g1 білий король | d8 чорна тура · e8 чорний слон · f8 чорна тура · a7 чорний ферзь · d7 білий кінь · f7 білий кінь · g7 білий слон · a5 чорний кінь · c5 біла тура · g5 біла тура · a4 білий слон · c4 чорний пішак · d4 чорний пішак · f4 білий пішак · h4 чорний слон · a3 білий пішак · b3 чорний пішак · c3 чорний король · g3 чорний пішак · c2 білий пішак · c1 білий ферзь · g1 білий король | d8 чорна тура · e8 чорний слон · f8 чорна тура · a7 чорний ферзь · d7 білий кінь · f7 білий кінь · g7 білий слон · a5 чорний кінь · c5 біла тура · g5 біла тура · a4 білий слон · c4 чорний пішак · d4 чорний пішак · f4 білий пішак · h4 чорний слон · a3 білий пішак · b3 чорний пішак · c3 чорний король · g3 чорний пішак · c2 білий пішак · c1 білий ферзь · g1 білий король | d8 чорна тура · e8 чорний слон · f8 чорна тура · a7 чорний ферзь · d7 білий кінь · f7 білий кінь · g7 білий слон · a5 чорний кінь · c5 біла тура · g5 біла тура · a4 білий слон · c4 чорний пішак · d4 чорний пішак · f4 білий пішак · h4 чорний слон · a3 білий пішак · b3 чорний пішак · c3 чорний король · g3 чорний пішак · c2 білий пішак · c1 білий ферзь · g1 білий король | d8 чорна тура · e8 чорний слон · f8 чорна тура · a7 чорний ферзь · d7 білий кінь · f7 білий кінь · g7 білий слон · a5 чорний кінь · c5 біла тура · g5 біла тура · a4 білий слон · c4 чорний пішак · d4 чорний пішак · f4 білий пішак · h4 чорний слон · a3 білий пішак · b3 чорний пішак · c3 чорний король · g3 чорний пішак · c2 білий пішак · c1 білий ферзь · g1 білий король | d8 чорна тура · e8 чорний слон · f8 чорна тура · a7 чорний ферзь · d7 білий кінь · f7 білий кінь · g7 білий слон · a5 чорний кінь · c5 біла тура · g5 біла тура · a4 білий слон · c4 чорний пішак · d4 чорний пішак · f4 білий пішак · h4 чорний слон · a3 білий пішак · b3 чорний пішак · c3 чорний король · g3 чорний пішак · c2 білий пішак · c1 білий ферзь · g1 білий король | d8 чорна тура · e8 чорний слон · f8 чорна тура · a7 чорний ферзь · d7 білий кінь · f7 білий кінь · g7 білий слон · a5 чорний кінь · c5 біла тура · g5 біла тура · a4 білий слон · c4 чорний пішак · d4 чорний пішак · f4 білий пішак · h4 чорний слон · a3 білий пішак · b3 чорний пішак · c3 чорний король · g3 чорний пішак · c2 білий пішак · c1 білий ферзь · g1 білий король | 2 |
| 1 | d8 чорна тура · e8 чорний слон · f8 чорна тура · a7 чорний ферзь · d7 білий кінь · f7 білий кінь · g7 білий слон · a5 чорний кінь · c5 біла тура · g5 біла тура · a4 білий слон · c4 чорний пішак · d4 чорний пішак · f4 білий пішак · h4 чорний слон · a3 білий пішак · b3 чорний пішак · c3 чорний король · g3 чорний пішак · c2 білий пішак · c1 білий ферзь · g1 білий король | d8 чорна тура · e8 чорний слон · f8 чорна тура · a7 чорний ферзь · d7 білий кінь · f7 білий кінь · g7 білий слон · a5 чорний кінь · c5 біла тура · g5 біла тура · a4 білий слон · c4 чорний пішак · d4 чорний пішак · f4 білий пішак · h4 чорний слон · a3 білий пішак · b3 чорний пішак · c3 чорний король · g3 чорний пішак · c2 білий пішак · c1 білий ферзь · g1 білий король | d8 чорна тура · e8 чорний слон · f8 чорна тура · a7 чорний ферзь · d7 білий кінь · f7 білий кінь · g7 білий слон · a5 чорний кінь · c5 біла тура · g5 біла тура · a4 білий слон · c4 чорний пішак · d4 чорний пішак · f4 білий пішак · h4 чорний слон · a3 білий пішак · b3 чорний пішак · c3 чорний король · g3 чорний пішак · c2 білий пішак · c1 білий ферзь · g1 білий король | d8 чорна тура · e8 чорний слон · f8 чорна тура · a7 чорний ферзь · d7 білий кінь · f7 білий кінь · g7 білий слон · a5 чорний кінь · c5 біла тура · g5 біла тура · a4 білий слон · c4 чорний пішак · d4 чорний пішак · f4 білий пішак · h4 чорний слон · a3 білий пішак · b3 чорний пішак · c3 чорний король · g3 чорний пішак · c2 білий пішак · c1 білий ферзь · g1 білий король | d8 чорна тура · e8 чорний слон · f8 чорна тура · a7 чорний ферзь · d7 білий кінь · f7 білий кінь · g7 білий слон · a5 чорний кінь · c5 біла тура · g5 біла тура · a4 білий слон · c4 чорний пішак · d4 чорний пішак · f4 білий пішак · h4 чорний слон · a3 білий пішак · b3 чорний пішак · c3 чорний король · g3 чорний пішак · c2 білий пішак · c1 білий ферзь · g1 білий король | d8 чорна тура · e8 чорний слон · f8 чорна тура · a7 чорний ферзь · d7 білий кінь · f7 білий кінь · g7 білий слон · a5 чорний кінь · c5 біла тура · g5 біла тура · a4 білий слон · c4 чорний пішак · d4 чорний пішак · f4 білий пішак · h4 чорний слон · a3 білий пішак · b3 чорний пішак · c3 чорний король · g3 чорний пішак · c2 білий пішак · c1 білий ферзь · g1 білий король | d8 чорна тура · e8 чорний слон · f8 чорна тура · a7 чорний ферзь · d7 білий кінь · f7 білий кінь · g7 білий слон · a5 чорний кінь · c5 біла тура · g5 біла тура · a4 білий слон · c4 чорний пішак · d4 чорний пішак · f4 білий пішак · h4 чорний слон · a3 білий пішак · b3 чорний пішак · c3 чорний король · g3 чорний пішак · c2 білий пішак · c1 білий ферзь · g1 білий король | d8 чорна тура · e8 чорний слон · f8 чорна тура · a7 чорний ферзь · d7 білий кінь · f7 білий кінь · g7 білий слон · a5 чорний кінь · c5 біла тура · g5 біла тура · a4 білий слон · c4 чорний пішак · d4 чорний пішак · f4 білий пішак · h4 чорний слон · a3 білий пішак · b3 чорний пішак · c3 чорний король · g3 чорний пішак · c2 білий пішак · c1 білий ферзь · g1 білий король | 1 |
|   | a | b | c | d | e | f | g | h |   |

FEN: 3rbr2/q2N1NB1/8/n1R3R1/B1pp1P1b/Ppk3p1/2P5/2Q3K1
1. Sf7 — e5? ~ 2. cb#
1. ... d3 2. Sf7#, 1. ... Bg6!
1. Sd7 — e5? ~ 2. cb#
1. ... d3 2. Sd7#, 1. ... Ba4!
1. Rg5 — e5? ~ 2. Re3#
1. ... d3 2. Rg5#, 1. ... Bf6!
1. Rc5 — e5! ~ 2. Re3#
1. ... d3 2. Rc5#
В цій задачі тема Гарінга виражена при чотириразовому поверненні білих фігур.